# NA-8307
La  NA-8307  es una carretera local perteneciente a la Red de Carreteras de Navarra que se inicia en PK 45,98 de N-121-B (Glorieta) y termina en PK 51,62 de N-121-B (Glorieta). Tiene una longitud de 5,7 kilómetros.

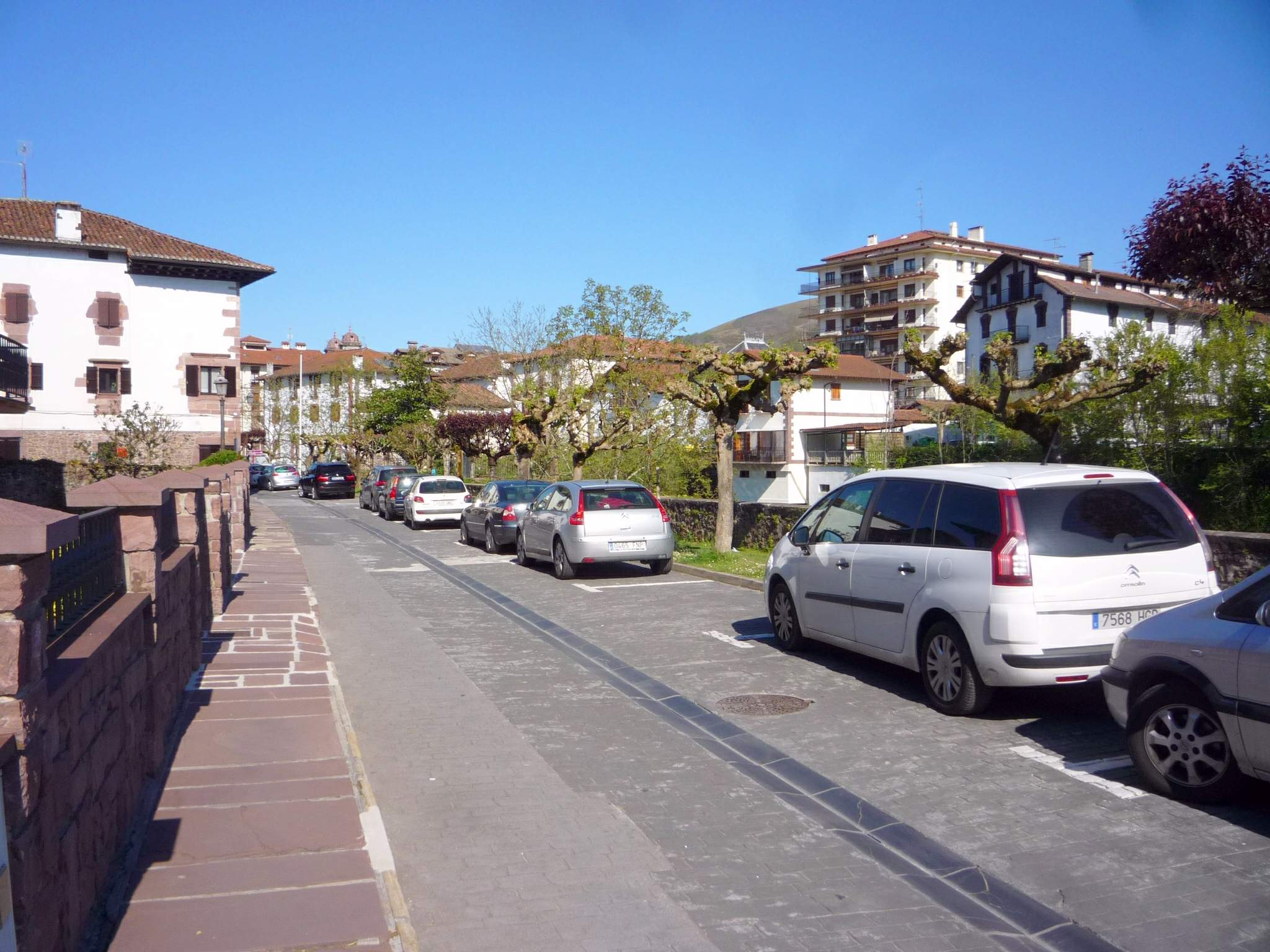
La carretera NA-8307 a su paso por Elizondo (Baztán)